# 天主教胡蒂卡爾帕教區
天主教胡蒂卡爾帕教區（拉丁語：Dioecesis Iuticalpensis）是洪都拉斯一個羅馬天主教教區，屬特古西加爾巴總教區。
奧蘭喬聖母無原罪自治監督區成立於1949年3月6日，1987年10月31日升為教區。
教區位於奧蘭喬省，2006年有教友491,201人（佔轄區總人口89.9%）、十三個堂區、廿一名司鐸。現任教區主教為若瑟·博内洛。